# Hageby, Skänninge

Hageby är en gård från medeltiden i Allhelgona socken (nuvarande Mjölby kommun). Den bestod av 3 1⁄8 mantal. 